# Centre de formation du Stade rennais FC
Vous lisez un « bon article » labellisé en 2011.
Pour un article plus général, voir Stade rennais Football Club.
Le centre de formation du Stade rennais FC est un centre de formation de football. Il a pour but de former les jeunes joueurs du Stade rennais FC, club de football professionnel situé à Rennes en Bretagne, en leur fournissant une structure d'hébergement, un accompagnement scolaire, et un programme de formation sportive. En tant que structure, il existe depuis la fin des années 1970, mais n'est développé que depuis 1987 avec la création de l'école technique privée Odorico. Auparavant, aucune structure de formation dédiée n'existe au club, ce qui n'empêche pas l'existence d'équipes de jeunes. Celles-ci remportent quelques titres, comme la Coupe Gambardella en 1973.
Les volontés affichées de développer la formation au Stade rennais FC permettent au fil des ans l'émergence de nombreux jeunes qui intègrent l'équipe fanion du club. Sous la direction de Patrick Rampillon, qui en est le directeur de 1987 à 2014, le centre de formation connaît plusieurs succès sportifs, remportant des titres de champion de France dans certaines catégories, mais aussi de nouvelles coupes Gambardella, en 2003 et 2008. Il se hisse également de 2006 à 2011 à la première place du classement des centres de formation français, classement établi annuellement par la direction technique nationale. 
Depuis 2015, le centre de formation ne cesse de confirmer son statut de place forte de la formation française, avec plusieurs trophées (champion de France U17 en 2018, champion de France U29 en 2019, Gambardella en 2025) ; il est désigné centre de formation le plus performant de France, en 2023, 2024 et 2025. Entre 2000 et 2025, le Stade Rennais est le club français qui a lancé en équipe première, le plus de joueurs issus de sa formation.

## Historique

### Les débuts de la formation au Stade rennais
« Le Stade rennais n'a jamais su former et garder ses éléments de qualité (...). J'estime aussi que les dirigeants qui incitent les jeunes à tout abandonner pour le football devraient se faire un devoir de les aider à se reclasser plus tard socialement. »
— André Bordier, ancien joueur du Stade rennais, en 1977

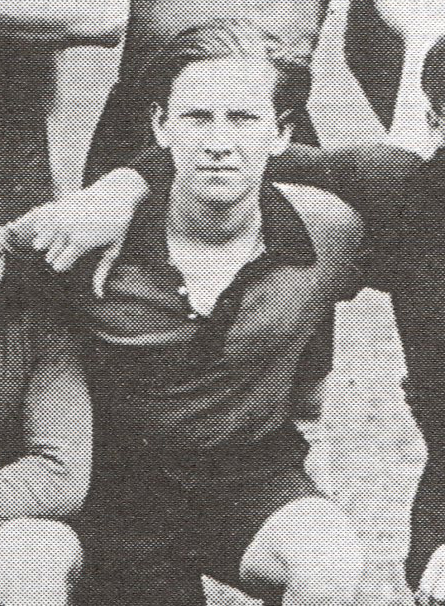
Jean Prouff ici à l'âge de 15 ans, prend sa première licence au Stade rennais en 1933.

Pendant plusieurs décennies, comme les autres clubs français, le Stade rennais ne possède aucune structure destinée à la formation des jeunes footballeurs. Cela ne l'empêche pas de posséder des équipes de jeunes et des éducateurs pour les former et les encadrer, comme Louis Bonneville dès avant la Seconde Guerre mondiale, ou l'Allemand Fritz Raemer,,. Ce dernier conduit notamment l'équipe junior du club à une victoire en finale de la Coupe de France des espoirs face au Red Star (5-1) le 5 mai 1935,. Quatre ans plus tard, les jeunes du Stade rennais parviennent en finale de la Coupe nationale des juniors, ancêtre de la Coupe Gambardella, mais sont battus par le FCO Charleville (0-4). La formation se limite alors aux joueurs dont les familles sont établies à Rennes, beaucoup étant même natifs de la ville. Les joueurs venus du reste de la Bretagne n'arrivent à Rennes et au Stade rennais qu'à l'âge de faire leurs études supérieures, attirés par le statut de ville universitaire de la capitale régionale. Malgré la position prédominante du SRUC sur les autres clubs rennais, de nombreux joueurs nés à Rennes — et qui brillent ensuite sous les couleurs rouges et noires — n'y font pas leurs débuts. Yves Boutet, recordman du nombre de matchs professionnels joués sous le maillot du Stade rennais, n'intègre le club qu'en 1955, sept ans après avoir débuté à la Tour d'Auvergne Rennes ; né dans la Marne mais ayant grandi à Rennes, l'international Henri Guérin suit avant lui une trajectoire un peu similaire, débutant à la Tour d'Auvergne avant d'intégrer le Stade rennais à vingt-deux ans ; enfin, un autre international, Adolphe Touffait, fait ses classes avec les Cadets de Bretagne avant de rejoindre le club l'année de ses dix-huit ans.

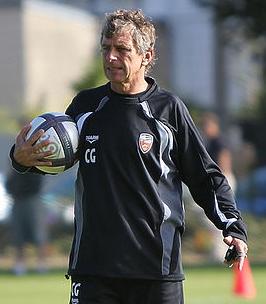
Christian Gourcuff, ici en 2010, remporte la Coupe Gambardella en 1973 avec le Stade rennais.

En 1973, la formation rennaise retrouve le devant de la scène avec un parcours victorieux en Coupe Gambardella. Éliminant successivement le Drapeau de Fougères, l'US Janzé, le RC Arras, le Stade poitevin, le CS Sedan et l'AS Monaco, les Rennais retrouvent en finale l'AS brestoise, battue après l'épreuve des tirs au but (1-1, 6-5 t.a.b.) au stade de Penvillers à Quimper. Cette équipe, entraînée par Frédo Garel, est composée d'un futur international, le gardien Pierrick Hiard ; de plusieurs joueurs qui réalisent ensuite une carrière professionnelle, tels que Jean-Paul Rabier, Jean-Luc Arribart et Jean-Marc Orhan ; ainsi que de Christian Gourcuff, qui se fait connaître ensuite en tant qu'entraîneur.

### De la création d'une première structure à celle de l'ETP Odorico
Les années 1970 sont en France celles de la création des premiers centres de formation, sous l'impulsion de Fernand Sastre et Georges Boulogne, avec l'obligation faite aux clubs professionnels de se doter d'une structure de ce type,. À Rennes, il faut attendre 1977-1978 pour que la municipalité débloque un budget de 200 000 francs alloué à la création d'une structure propre au club. Ce dernier est alors empêtré dans de graves soucis financiers, et les premiers locaux qui accueillent les jeunes footballeurs, installés près du parc des sports de la route de Lorient, sont modestes. Loïc Kerbiriou, qui évolue encore en tant que joueur du club à cette époque, est un éphémère premier directeur du centre.
Michel Beaulieu, qui succède à Kerbiriou, est lui-même un ancien joueur formé au club dans les années 1960. Sous sa direction, la position précaire du club — qui évolue principalement en deuxième division — ne permet pas au centre de formation de jouer son rôle d'ascenseur vers l'équipe première. En 1985, le maire de Rennes Edmond Hervé souligne la nécessité pour le club de baser son fonctionnement sur la promotion des jeunes joueurs qu'il peut former. Peu à peu, le centre de formation se dote d'une équipe technique chargée d'encadrer ses pensionnaires, et la création d'un nouveau bâtiment est réalisée en 1987. L'ensemble, qui porte le nom d'école technique privée Odorico, est construit à proximité immédiate du stade de la route de Lorient. Dans le même temps, une association « ETP Odorico » est créée, permettant notamment à la structure d'obtenir plus facilement des subventions. Quant à Michel Beaulieu, il cède sa place à Patrick Rampillon. Ce dernier, également ancien joueur du club, prend sa retraite sportive en 1983 et intègre alors le staff technique attaché au centre. Après une courte expérience comme entraîneur de l'équipe première, il devient directeur du centre de formation à l'été 1987,.

### Premiers résultats, premiers désagréments

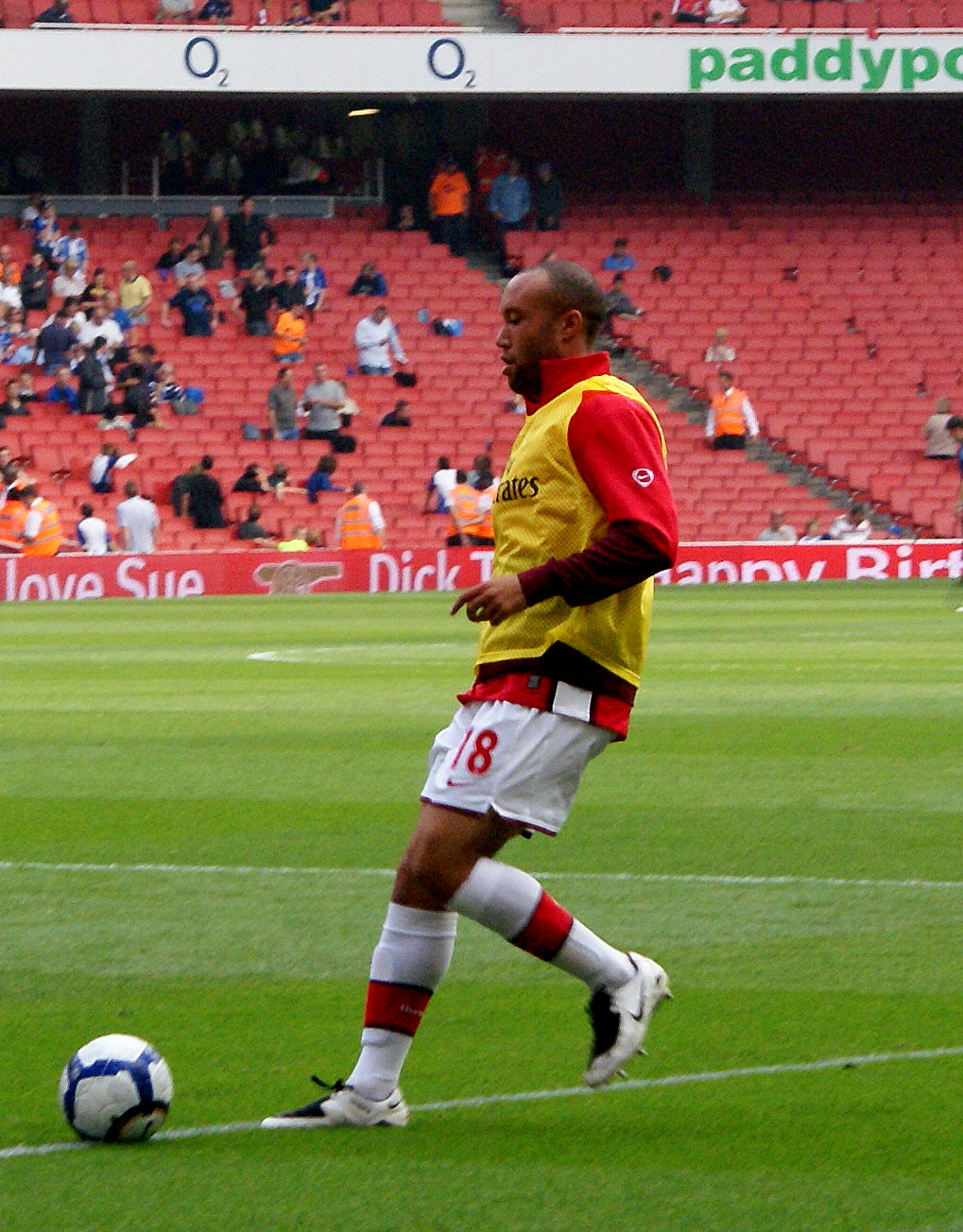
Mikaël Silvestre refuse en 1998 de passer professionnel au Stade rennais, et s'engage avec Ousmane Dabo à l'Inter Milan.

La réussite du centre de formation et la promotion chez les professionnels de jeunes issus du Grand Ouest devient un objectif partagé par la municipalité et par le club. Rampillon s'attache à améliorer la formation, et use de pratiques innovantes, tel un stage de quatre jours organisé en décembre 1987 pour les moins de 18 ans au sein du club londonien des Queens Park Rangers, futur cinquième du championnat d'Angleterre. Au cours des années 1990, ces efforts portent leurs premiers fruits. Le recrutement des jeunes se porte naturellement sur des joueurs locaux comme Laurent Huard, qui fait ses débuts en équipe première en décembre 1990 à l'âge de dix-sept ans, mais aussi sur des joueurs venus du reste de la France, grâce à un réseau de détection qui s'affirme. En 1991, c'est ainsi l'ancien rennais Daniel Rodighiero qui fait découvrir Sylvain Wiltord à Patrick Rampillon, permettant au joueur d'intégrer le centre de formation quelques mois plus tard.
Bien visibles avec l'intégration en équipe première de joueurs issus du centre, les progrès sont également mis en lumière par leur présence dans les équipes de France de jeunes. En 1996, Yoann Bigné, Mikaël Silvestre et Ludovic Roy deviennent ainsi champions d'Europe avec l'équipe de France des moins de 19 ans. Quatre ans plus tard, ils sont imités par Gaël Danic, Jean-Félix Dorothée et Steven Pelé, sacrés en Allemagne. Yoann Gourcuff, Olivier N'Siabamfumu et Moussa Sow, en font de même en 2005,, ainsi que Abdoulaye Diallo en 2010,. Enfin, c'est une consécration mondiale qui s'offre à Florent Chaigneau et Jacques Faty, vainqueurs en 2001 de la Coupe du monde des moins de 17 ans,.
Revers de la médaille, cette réussite attire les convoitises des autres clubs. L'été 1998 est marqué à Rennes par le différend qui oppose les dirigeants du club aux jeunes Mikaël Silvestre et Ousmane Dabo. Intégrés de façon conséquente à l'effectif de l'équipe première lors des années précédentes, les deux jeunes joueurs ne parviennent pas à se mettre d'accord avec le Stade rennais quant aux contrats professionnels qui leur sont promis. Profitant d'un vide juridique et contournant l'obligation de passer professionnels dans leur club formateur, les deux joueurs choisissent de s'exiler en Italie en signant en faveur de l'Inter Milan. S'estimant lésé, le club saisit la Fifa en réclamant une compensation financière de 60 millions de francs, mais n'obtient finalement qu'une indemnité de 28 millions. Une somme bien éloignée des 100 millions de francs que récolte ensuite l'Inter en transférant les deux joueurs quelques années plus tard.

### Au sommet de la formation française
« À terme, les bases de l'équipe reposeront sur notre centre de formation. Dans l'immédiat il est primordial que l'on donne les moyens à nos jeunes de jouer afin qu'ils exposent leur valeur. Tout en sachant faire de la place pour qu'à un moment donné certains puissent intégrer le groupe. »
— Pierre Dréossi, manager général du Stade rennais, en 2002

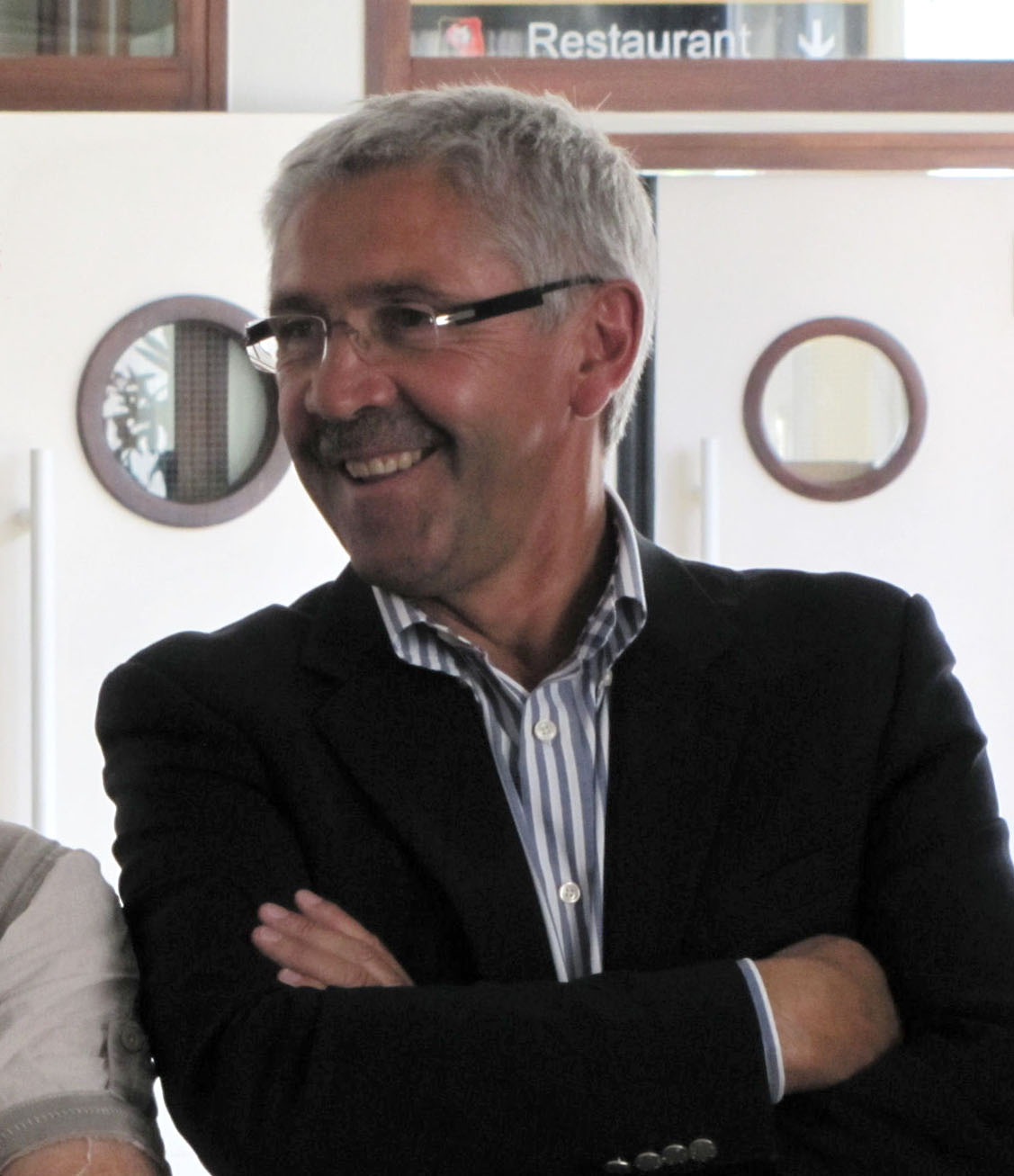
Patrick Rampillon, directeur du centre de formation de 1987 à 2014.

Après quatre années à la tête du club, François Pinault insuffle à partir de l'été 2002 une nouvelle politique qui laisse une place grandissante à la formation. En l'espace de quelques saisons, le budget du centre est quadruplé pour atteindre quatre millions d'euros, avec l'objectif de constituer un effectif formé à 50 % au club,. Cette politique se concrétise aussi par la recherche en 2003 d'un entraîneur au profil de formateur, qui soit désireux de faire progresser et de s'appuyer sur de jeunes joueurs. Un choix qui trouve écho avec l'avènement d'une génération qui remporte successivement le championnat national des 17 ans en 2002, la Coupe Gambardella en 2003, et le championnat de France des réserves professionnelles en 2004. Parmi cette génération, plusieurs joueurs entament rapidement une carrière professionnelle au plus haut niveau, comme Jacques Faty, Grégory Bourillon ou Arnold Mvuemba, mais surtout comme Jimmy Briand et Yoann Gourcuff qui intègrent ensuite l'équipe de France,. Ces joueurs sont pour la plupart lancés en Ligue 1 par László Bölöni, parfois même avant leurs dix-huit ans, comme Gourcuff.
Les progrès de la formation rennaise sont alors reconnus nationalement. Quatrième en 2001, troisième en 2002, 2003 et 2004, deuxième en 2005, le centre de formation est placé en première position des classements établis par la Direction technique nationale en 2006, 2007,, 2008, 2009, 2010, et 2011, sur des critères évaluant la place accordée aux jeunes chez les professionnels (contrats professionnels signés et nombre de matchs joués), leur présence dans les équipes de France, leur réussite scolaire et le statut de leurs éducateurs. Sur le terrain, cela se concrétise par un nouveau succès en Coupe Gambardella acquis en 2008, qui fait suite à un titre de champion de France des 18 ans obtenu un an auparavant par la même génération de joueurs,.

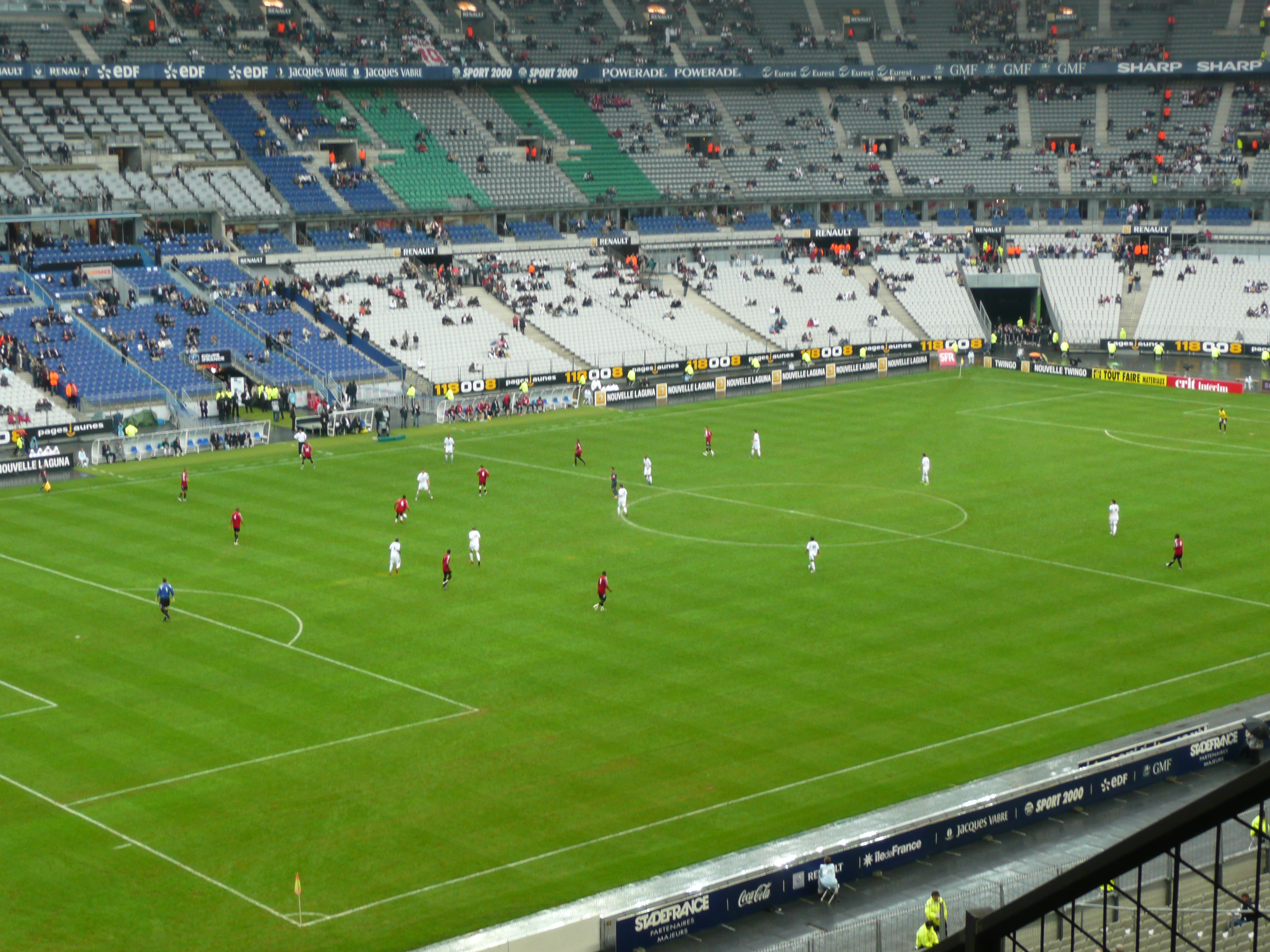
Scène de la finale de la Coupe Gambardella 2007-2008, remportée par le Stade rennais.

Pour autant, la volonté affirmée de la direction du centre de formation n'est alors pas de gagner des titres, mais consiste à pratiquer au maximum le surclassement pour tirer les jeunes joueurs vers le haut afin d'atteindre plus rapidement le niveau nécessaire pour évoluer en Ligue 1,. En 2009, le gardien Abdoulaye Diallo fait ainsi ses débuts professionnels à l'âge de dix-sept ans mais s'entraînait déjà un an auparavant avec l'effectif de l'équipe première. Lors du championnat d'Europe des moins de 19 ans en 2010, il est également le seul joueur français à être surclassé. Autres objectifs poursuivis : la professionnalisation de la structure de formation, l'individualisation des entraînements, la recherche d'une plus grande précision et d'une plus grande exigence dans le recrutement, et la réduction des effectifs.

### L'académie rouge et noire
En 2012, le centre de formation du Stade rennais retombe à la seconde place du classement national, devancé par le FC Sochaux-Montbéliard. Un recul qui entraîne une remise en cause du travail de formation réalisé au club, et la nomination, un an plus tard, de Yannick Menu au poste de directeur adjoint auprès de Patrick Rampillon. Début 2014, ce dernier est écarté au profit de Menu, qui devient directeur du centre de formation. Durant ce laps de temps, le Stade rennais ne parvient pas à récupérer la première place du classement des centres de formation, terminant à la sixième place en 2013, à la seconde en 2014 derrière l'Olympique lyonnais, et de nouveau à la sixième place en 2015.
L'année 2015 est de nouveau synonyme de changement : après avoir été éducateur au club, adjoint auprès de l'effectif professionnel dirigé par Pierre Dréossi, entraîneur de plusieurs clubs professionnels, puis enfin directeur du centre de formation du Stade Malherbe de Caen, Landry Chauvin revient au Stade rennais. Il remplace ainsi Yannick Menu, évincé de son poste. Cette arrivée s'accompagne d'une réorganisation du fonctionnement du centre de formation, qui prend le nom d'« Académie Rouge et Noir », et regroupe également l'école de football et la section amateur du club.

## Palmarès et distinctions

### Palmarès
Les équipes de jeunes du Stade rennais FC ont remporté diverses compétitions officielles et amicales depuis la création du club en 1901. Le centre de formation du club a pour sa part été honoré en 2006, 2007, 2008, 2009, 2010 et 2011 par des premières places au classement des centres de formation français établi par la Direction technique nationale. En 2006, une étude menée par le Centre international d'étude du sport et le Centre d'étude et de recherche sur le sport et l'observation des territoires place le Stade rennais FC à la cinquième place parmi 98 clubs des championnats allemands, anglais, espagnols, français et italiens sur le critère du nombre de joueurs formés au club évoluant dans ces cinq championnats.
Le tableau suivant liste le palmarès des équipes de jeunes du Stade rennais FC, actualisé au 2 juin 2018, dans les différentes compétitions officielles au niveau national, ainsi que dans certains des tournois amicaux et saisonniers les plus prestigieux.
| Compétitions officielles | Tournois amicaux et saisonniers |
| --- | ------------------------------- |
| - Coupe Gambardella (4) - Vainqueur en 1973, 2003, 2008 et 2025. - Championnat de France des moins de 19 ans (1) - Champion en 2019. - Championnat de France des moins de 17 ans (1) - Champion en 2018. Anciennes compétitions - Coupe de France des espoirs (1) - Vainqueur en 1935. - Coupe nationale des juniors - Finaliste en 1939. - Championnat de France des réserves professionnelles (2) - Champion en 2004 et 2007. - Finaliste en 2006. - Championnat de France des 18 ans (1) - Champion en 2007. - Championnat de France des 17 ans (1) - Champion en 2002. - Championnat de France des 15 ans - Finaliste en 1997. |                                 |
| - Tournoi Carisport (4) - Vainqueur en 1993, 2000, 2006 et 2012. - Finaliste en 1999. - Tournoi de Montaigu (7) - Vainqueur en 1999, 2003, 2010, 2014, 2016, 2017 et 2018. - Finaliste en 1997, 2001, 2006 et 2009. - Trophée des centres de formation de Ploufragan (4) - Vainqueur en 2000, 2002, 2012 et 2013. - Finaliste en 2005, 2008 et 2014. - Tournoi de Plougonvelin (8) - Vainqueur en 1994, 2002, 2004, 2006, 2010, 2011, 2013 et 2014. - Finaliste en 1996, 2001 et 2007. |                                 |

Les feuilles de match ci-dessous présentent les trois finales de Coupe Gambardella disputées et remportées par le Stade rennais en 1973, 2003 et 2008.
Finales de Coupe Gambardella disputées par le Stade rennais

### Distinction interne
Depuis le début des années 1990, l'équipe pédagogique du centre de formation récompense à l'issue de chaque saison le meilleur jeune joueur qui en est pensionnaire. Les qualités de joueur de football sont prises en compte, mais également le comportement du pensionnaire et ses résultats scolaires. Depuis sa création, le trophée a récompensé plusieurs futurs footballeurs professionnels, tels que Mikaël Silvestre, Anthony Réveillère, Gaël Danic, Sylvain Marveaux et Jimmy Briand. En 2008, le trophée a été décerné à Vincent Pajot, en 2009 à Quentin Rouger, en 2010 à Dimitri Foulquier, en 2011 à Axel Ngando, en 2012 à Adrien Hunou, et en 2013 à Maxime Étuin.

## Structures

### Équipements sportifs et scolaires

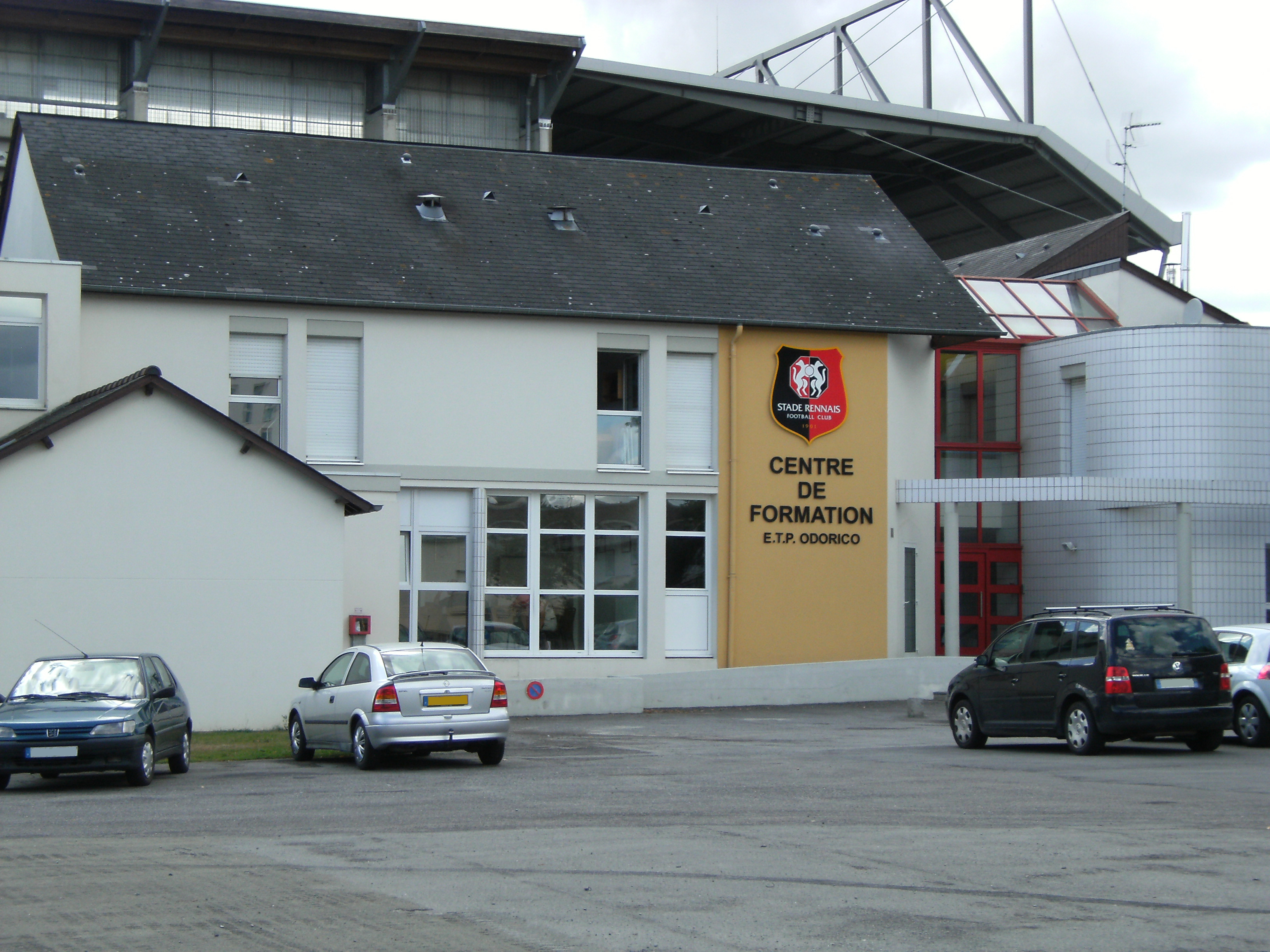
L'école technique privée Odorico.

#### École technique privée Odorico
L'école technique privée Odorico est la structure d'hébergement et de scolarisation des joueurs formés au club. Construite en 1987, elle rend hommage par son nom à Isidore Odorico, ancien joueur et dirigeant du Stade rennais — à l'origine de l'adoption par le club du professionnalisme en 1932 — et président entre 1933 et 1938. Située rue du Moulin du Comte, à proximité immédiate du stade de la route de Lorient, elle comprend des salles de classe, un restaurant et un internat. Lieu de vie des trente à quarante joueurs qui y sont pensionnaires,, l'ETP Odorico bénéficie de la présence de personnels encadrants et de vingt-deux professeurs vacataires, qui dispensent une vingtaine d'heures de cours par semaine à des classes dont les effectifs ne dépassent pas une petite dizaine d'éléments.

#### Centre d'entraînement Henri-Guérin

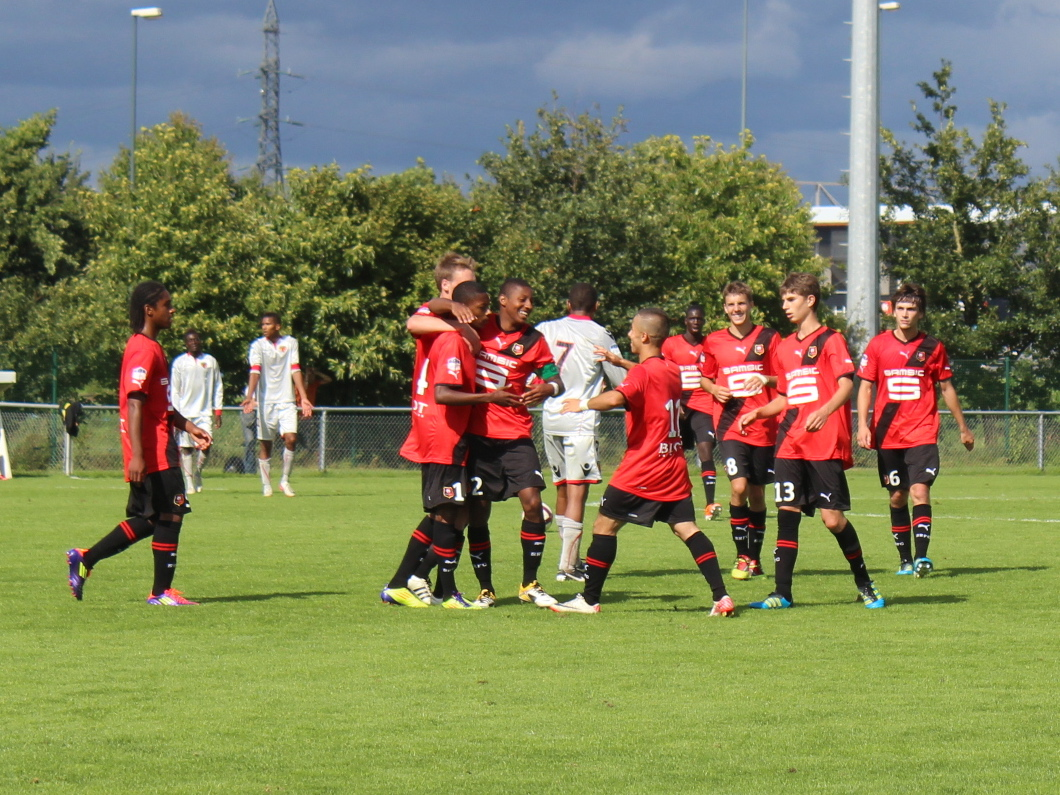
Joueurs de moins de 19 ans disputant un match de championnat au centre d'entraînement Henri-Guérin.

Le centre d'entraînement Henri-Guérin est le lieu du développement sportif et athlétique des joueurs. Le centre de formation du club bénéficie de ces installations au même titre que les professionnels depuis son inauguration en juin 2000. Pendant une dizaine d'années auparavant, les entraînements se déroulent au parc des sports de la route de Lorient, avec notamment une surface synthétique de 45 mètres sur 25 installée en même temps que la construction de l'ETP Odorico.
Se déroulent au centre d'entraînement Henri-Guérin les entraînements des équipes de jeunes à raison de six à huit séances par semaine. Un terrain synthétique installé en 2007 y est principalement destiné au centre de formation, de même que plusieurs terrains en herbe sont mis à la disposition des jeunes et de leur encadrement. Le centre d'entraînement, homologué par la Fédération française de football sous le nom de stade de la Piverdière, accueille également les matchs de compétition des équipes du centre de formation le week-end. Ainsi, en 2007, la réserve du club y remporte le titre de champion de France des réserves professionnelles.

### Aspects juridiques et économiques

#### Structure administrative
La direction du centre de formation, son encadrement technique, ses préparateurs, son staff médical et sa cellule de recrutement figurent dans l'organigramme du Stade rennais football club et dépendent donc du club. En revanche, l'aspect scolaire et l'hébergement sont traités de façon séparée.
En 1987, la construction de l'école technique privée Odorico est associée à la création de l'association ETP Odorico, à qui est déléguée toute la gestion de l'hébergement et de la scolarité des jeunes joueurs. L'association dote le centre de formation de sa propre personnalité juridique, vérifie et approuve ses comptes, procède à l'achat de mobilier et de matériel pédagogique, et a le pouvoir de modifier ses statuts. Le but poursuivi est également de limiter les coûts pour le club en obtenant des aides, des subventions, et en développant des partenariats. De par son statut associatif, l'ETP Odorico a donc son propre président, et son propre directeur.

#### Organigramme

##### Secteur sportif et médical

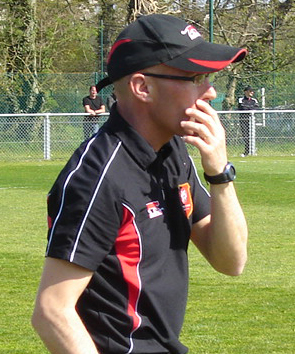
Landry Chauvin, directeur de l'académie rouge et noir.

Le directeur de l'académie est Landry Chauvin. Il occupe cette fonction depuis 2015, date à laquelle il succède à Loïc Kerbiriou, Michel Beaulieu, Patrick Rampillon et Yannick Menu.
Plusieurs éducateurs ont la charge de l'entraînement des joueurs. Julien Stéphan se consacre au groupe espoir. Pierre-Emmanuel Bourdeau, ancien joueur professionnel formé au Stade rennais, a pour sa part la charge des moins de 19 ans, tandis que Romain Ferrier, également ancien joueur professionnel, s'occupe des moins de 17 ans. Le staff technique est complété par les présences de Jérôme Hiaumet, ancien professionnel et entraîneur des gardiens, et de Firmin Carré, préparateur physique. Le poste de coordinateur du recrutement est occupé par Philippe Barraud, ancien joueur professionnel formé au Stade rennais. Il dirige huit responsables de régions, qui ont eux-mêmes la charge de plusieurs observateurs. Au total, une quarantaine de personnes travaille au recrutement de jeunes joueurs sur toute la France.
Le secteur médical est dédié à Christian Le Coq, qui s'occupe également spécifiquement des moins de 19 ans. Les docteurs Stéphan, Le Gac et Verdonck ont quant à eux la charge, respectivement, des espoirs, des moins de 17 ans et des moins de 15 ans. Le centre de formation bénéficie également des services de deux kinésithérapeutes, Stéphane Logeais et Johann Fontaine.

##### ETP Odorico
Le président de l'association ETP Odorico est, jusque fin 2016, Pierre Rochcongar, médecin de l'équipe de France entre 1988 et 1993, du Stade rennais pendant une vingtaine d'années, et directeur de l'école jusqu'en 2010. À cette date, il succède à Gérard Pourchet, décédé le 26 septembre 2010, maire du Rheu entre 1995 et 2001, et ancien membre du directoire du Stade rennais. Gérard Pourchet succède lui-même en 2006 à Franck Viel après le décès de ce dernier, qui occupait la présidence depuis 1991.
Le directeur de l'école technique est Jean-François Bigot, qui succède à Pierre Rochcongar à cette fonction en 2010, et qui occupait précédemment un poste de professeur de sciences économiques et sociales à l'ETP. Sébastien Crété est le responsable des études et de la vie au centre. Christophe Ronceray est le directeur des activités pédagogiques. Le reste de l'équipe éducative est composé d'un assistant de vie au centre, d'un psychologue, d'une secrétaire, d'une gouvernante et de cinq surveillants.

#### Budget et financement
S'élevant à moins de 10 millions de francs à la fin des années 1990, le budget du centre de formation du Stade rennais augmente fortement, dans le sillage de celui du club, après l'arrivée comme propriétaire de François Pinault en 1998. En 2001, il s'élève à 18 millions de francs. Il augmente encore les années suivantes pour se stabiliser autour de 4 millions d'euros,,, soit environ 10 % du budget total du club, les clubs de Ligue 1 consacrant en moyenne 2,5 millions d'euros à la formation.
Le budget alloué au centre de formation est complété par divers partenariats et diverses aides perçues par l'ETP Odorico. Une convention lie ainsi l'association au Crédit mutuel de Bretagne, qui lui verse en 2005 un montant de 15 520 euros, puis en 2008 et 2011 des montants de 16 000 euros,. L'ETP Odorico perçoit également ponctuellement des aides publiques. En 1995, le Conseil général d'Ille-et-Vilaine lui alloue ainsi une somme de 500 000 francs au titre de l'aide au sport professionnel. Plusieurs associations apportent également un soutien à l'école. Créé par l'abbé Detoc en 1978, à l'époque pour soutenir économiquement le club en grande difficulté financière, le club des 2000 apporte depuis une aide régulière pour les activités scolaires et pédagogiques de l'ETP Odorico,. Créé pour sa part en 1992, le club de supporters des Socios apporte lui aussi chaque année une contribution financière au fonctionnement du centre de formation,. En 1995, les Socios versent ainsi la somme de 15 000 francs à la formation rennaise.

#### Rentabilité de la politique de formation
Le 15 août 2024, le journal L'Equipe chiffrait à 217 millions d'euros "la somme récoltée (hors bonus) par Rennes lors des ventes des joueurs les plus prometteurs de son centre de formation depuis 2016 (Dembélé, Gnagnon, Camawinga, Tel, Ugochukwu, Belocian, les frères Guéla et Désiré Doué)". Cela révèle une politique de formation particulièrement rentable, portée par une stratégie de négociation efficace.

## Personnalités

### Dirigeants et encadrement technique

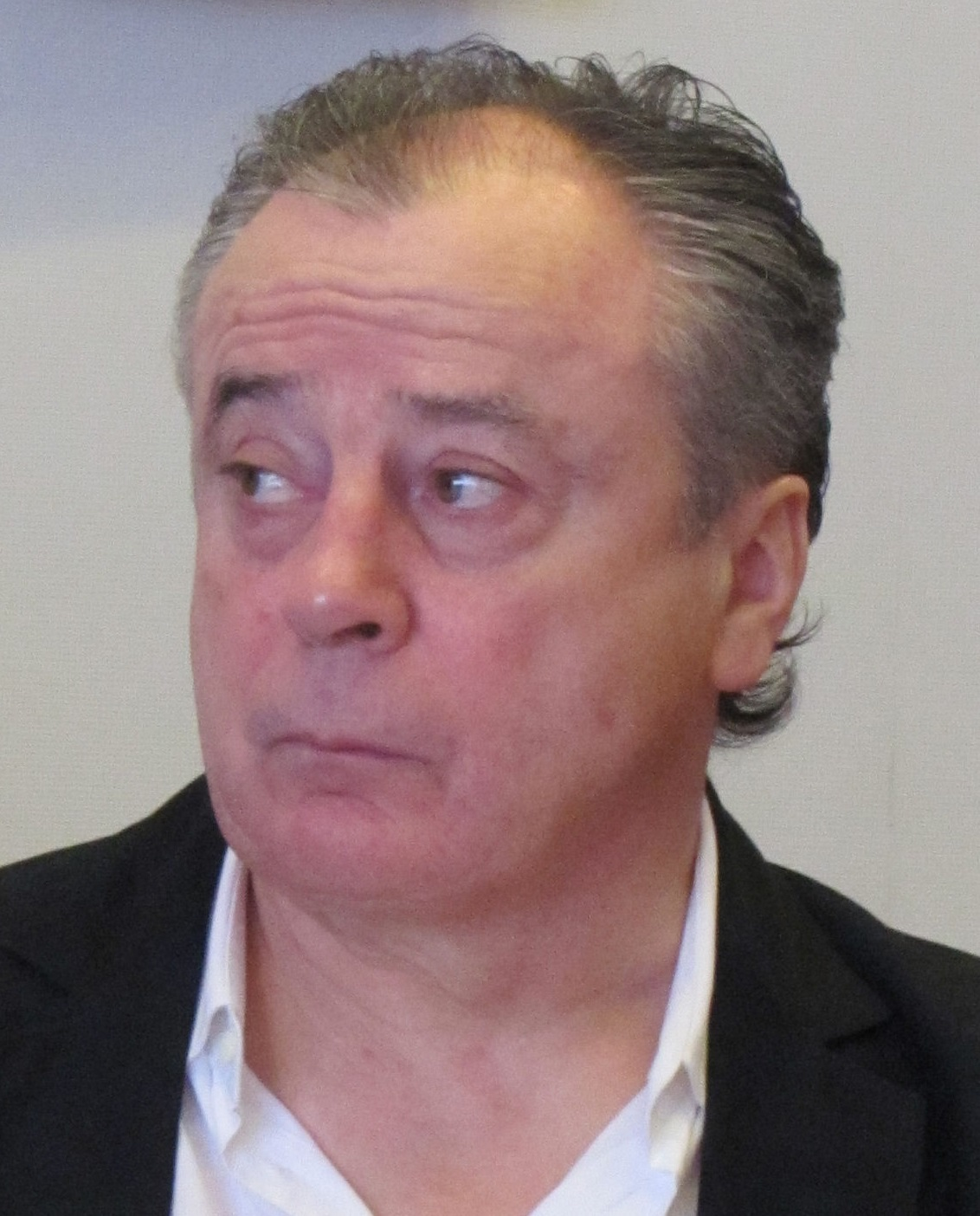
Bertrand Marchand, ici en 2011, est éducateur au centre de formation avant d'entraîner des clubs professionnels.

Depuis la création du Stade rennais en 1901, de nombreux techniciens interviennent en faveur de la formation des jeunes joueurs. Dans de nombreux cas, cette fonction est un tremplin vers d'autres responsabilités dans le monde professionnel ou dans la direction du système de formation rennais. Mettant un terme à sa carrière de joueur au Stade rennais en 1983, Patrick Rampillon devient alors entraîneur au centre de formation. Trois ans plus tard, le licenciement en cours de saison de l'entraîneur du groupe professionnel Pierre Mosca amène ainsi Rampillon à assurer un intérim de janvier à juin 1987, mais celui-ci ne souhaite alors pas poursuivre cette expérience et devient alors directeur du centre de formation.
Comme Rampillon, plusieurs responsables d'équipes de jeunes accèdent au poste d'entraîneur principal au gré des aléas sportifs. En 1941, la guerre et le départ momentané de Jean Batmale pousse ainsi Louis Bonneville à prendre en charge l'équipe première durant une saison, secondé par le joueur Émile Scharwath. En 1975, le licenciement de René Cédolin pousse Frédo Garel, entraîneur des jeunes et des amateurs, à assurer un intérim durant deux matchs. La promotion interne devient par la suite un choix à part entière des dirigeants du club. En 1976, c'est ainsi Claude Dubaële qui est promu à la tête des professionnels. Un an et demi plus tard, Alain Jubert connaît le même sort, après le licenciement de Dubaële pour raisons économiques. Enfin, Yves Colleu, devenu entraîneur-adjoint après avoir intégré le staff technique du centre de formation, devient entraîneur principal du club en remplacement de Michel Le Milinaire, obligé de prendre sa retraite. Ne restant en poste que durant la seule saison 1996-1997, il devient par la suite l'entraîneur-adjoint attitré de Paul Le Guen, et suit ce dernier pendant tout son parcours.
À l'instar de Colleu, plusieurs techniciens profitent de leur expérience au centre de formation pour lancer leur carrière d'entraîneur. C'est le cas de Bertrand Marchand qui, après un an comme entraîneur-adjoint de Christian Gourcuff est promu entraîneur principal de l'En Avant de Guingamp en Ligue 1. C'est également le cas de Landry Chauvin, entraîneur chargé de la formation de 1992 à 2007, qui devient entraîneur-adjoint auprès de Pierre Dréossi durant six mois avant de prendre en main l'équipe professionnelle du CS Sedan-Ardennes, puis celles du FC Nantes et du Stade brestois. Des techniciens plus spécialisés connaissent également des trajectoires similaires. L'entraîneur de gardiens Christophe Lollichon rentre dans le staff technique du centre de formation en 1999, puis est promu en équipe première en 2003. Quatre ans plus tard il est recruté par le Chelsea FC.
De nombreux techniciens passés par l'encadrement des équipes de jeunes ont en commun d'avoir été joueurs au club, voire d'être eux-mêmes d'anciens pensionnaires du centre de formation. La culture d'un « esprit club » est par ailleurs l'un des objectifs affichés, de même que le respect par les éducateurs de certaines valeurs à transmettre aux jeunes joueurs. Une ligne directrice qui permet au centre de formation de cultiver une identité qui lui est propre, avec une collaboration poussée entre techniciens, et un projet de jeu commun à ses différentes équipes.

### Joueurs

#### Politique de recrutement

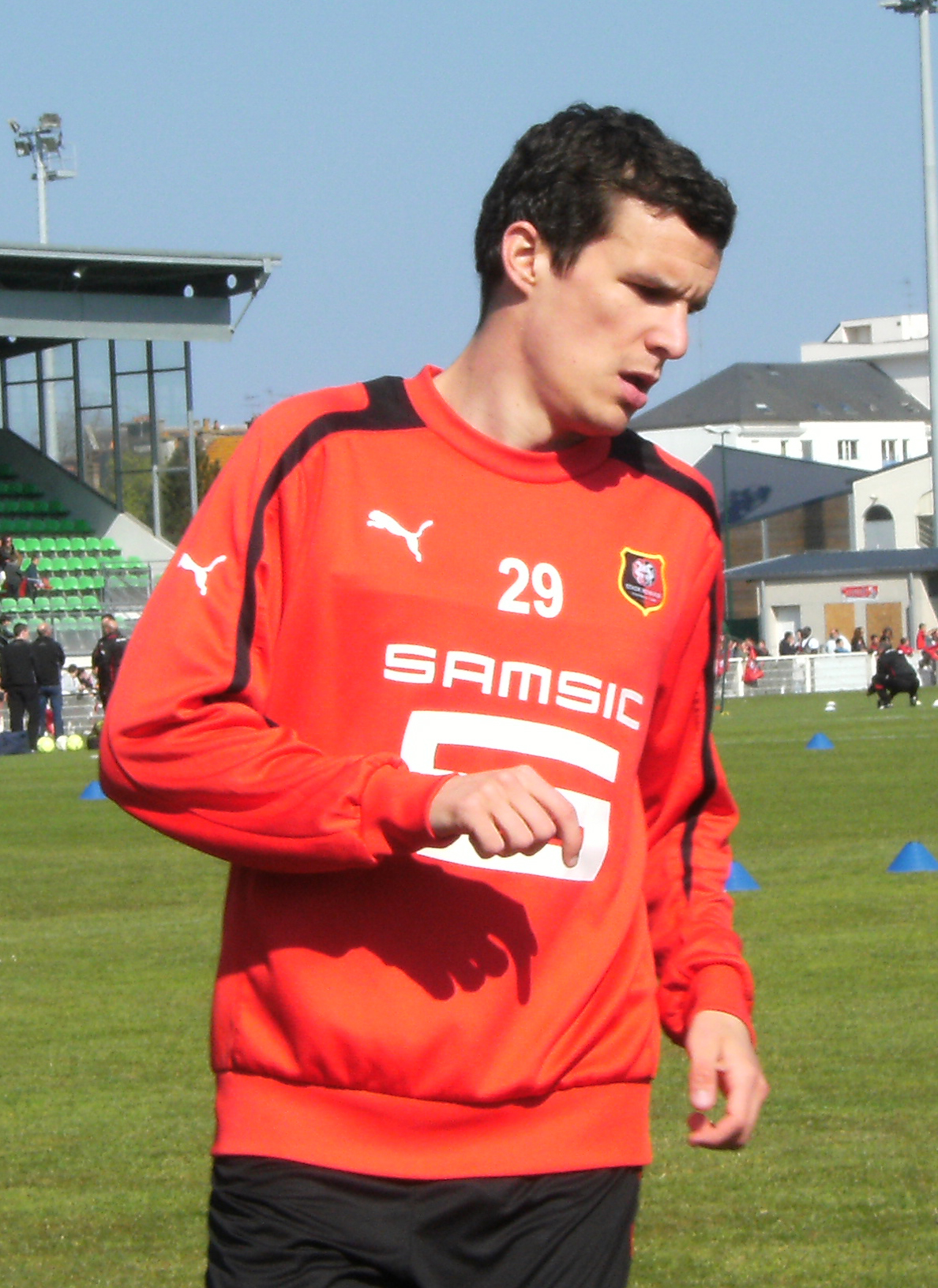
Romain Danzé, né à Douarnenez, fait partie des joueurs bretons formés au Stade rennais.

À la fin des années 1970, et d'autant plus après la création de l'ETP Odorico en 1987, la mise en place d'un internat permet d'élargir le recrutement à des jeunes joueurs n'ayant pas leur résidence à Rennes. Le cœur du recrutement effectué par le centre de formation reste cependant breton : en 2001, les deux tiers des joueurs sont originaires de la région. Plusieurs parviennent ensuite à devenir professionnels, comme Étienne Didot né à Paimpol, Yoann Gourcuff né à Plœmeur, Romain Danzé né à Douarnenez, Sylvain Marveaux né à Vannes, ou encore Laurent Huard et Fabien Lemoine, nés tous les deux à Fougères,. En 2010, 70 % des quarante-trois joueurs du centre de formation sont originaires de lieux situés dans un rayon de 200 kilomètres autour de Rennes. Dix-huit d'entre eux viennent d'Ille-et-Vilaine et vingt-cinq de Bretagne.
Pour autant, la provenance des joueurs s'élargit rapidement au reste de la France, et en particulier de la région parisienne. Né à Neuilly-sur-Marne, Sylvain Wiltord évolue ainsi au RC Joinville lorsqu'il est repéré par le Stade rennais en 1991. Comme les autres clubs professionnels français, celui-ci recrute régulièrement depuis le milieu des années 1990 des joueurs originaires de l'Île-de-France issus de la préformation à l'institut national du football de Clairefontaine : Jimmy Briand,, Jacques Faty,, Jirès Kembo-Ekoko, ou encore Yacine Brahimi, sont notamment dans ce cas de figure. En 2008, la diversité des régions d'origine des quatorze joueurs ayant participé à la finale de la Coupe Gambardella montre la multiplicité des zones de recrutement : trois joueurs viennent de Bretagne, quatre de l'Île-de-France et deux de Haute-Normandie. Les cinq autres joueurs proviennent de la région lilloise, de la région lyonnaise, d'Amiens, de Besançon et de Pau.
Ponctuellement le centre de formation intègre également des joueurs étrangers. En 2000, les Gabonais Stéphane N'Guéma et Fabrice Do Marcolino sont repérés par le Stade rennais au Tournoi de Montaigu, que les deux joueurs disputent avec la sélection nationale de leur catégorie. En 2003, c'est le Camerounais Stéphane Mbia qui est recruté. Passé auparavant par la Kadji Sports Academy de Douala, il passe professionnel deux ans plus tard. Deux joueurs de nationalité suédoise aux origines africaines passent également par le centre. Recruté par le Stade rennais en 2001, Nadir Benchenaa y demeure durant deux ans, remportant au passage la Coupe Gambardella 2003,. D'origine gambienne, Mohamed Jallow-Mbye signe au Stade rennais en 2007 en provenance de Hammarby, mais ne reste qu'un an avant de retourner en Suède. L'intégration à l'avenir de davantage de jeunes joueurs étrangers est l'une des pistes de réflexion de la direction du centre de formation.
Le recrutement réalisé par le centre de formation s'appuie sur trois critères fondamentaux : la technique du joueur, c'est-à-dire la façon dont il s'exprime balle au pied ; l'intelligence de jeu, c'est-à-dire la façon dont le joueur perçoit le jeu, qu'il soit en possession du ballon ou non ; enfin la fiabilité, c'est-à-dire le respect d'autrui, le sens du collectif, la générosité dans l'effort, le sens de la compétition et d'une façon générale la personnalité du joueur.
| Génération | Joueur                    | Carrière au club                    | Match | But | Club suivant              |
| ---------- | ------------------------- | ----------------------------------- | ----- | --- | ------------------------- |
| 1908       | Istvan Gyulai             | 1936 - 1939                         | 25    | 1   | Aucun                     |
| 1919       | Francis Huchet            | 1939 - 1940                         | 1     | 0   | Aucun                     |
| 1919       | Jean Prouff               | 1941 - 1942 1944 - 1948 1950 - 1952 | 146   | 26  | SM Caen                   |
| 1920       | Robert Hennequin          | 1945 - 1951                         | 200   | 6   | FC Lorient                |
| 1923       | Robert Hauvespre          | 1945 - 1950                         | 107   | 8   | Aucun                     |
| 1924       | Marcel Mansat             | 1945 - 1953                         | 188   | 8   | Aucun                     |
| 1924       | André Sorel               | 1947 - 1953                         | 22    | 1   | Stade lavallois           |
| 1925       | René Bouteiller           | 1949 - 1950                         | 11    | 3   | FC Nantes                 |
| 1926       | Maurice Guénard           | 1945 - 1948 1951 - 1953             | 8     | 0   | US Fougères               |
| 1927       | Georges Bourdin           | 1948 - 1949                         | 11    | 8   | CA Paris                  |
| 1928       | Jean Combot               | 1946 - 1953                         | 60    | 19  | Toulouse FC               |
| 1929       | René Munoz                | 1951 - 1953                         | 11    | 1   | Toulouse FC               |
| 1931       | René Billon               | 1954 - 1963                         | 92    | 1   | Aucun                     |
| 1932       | Yves Toupel               | 1951 - 1957                         | 49    | 0   | ES aiglons briviste       |
| 1939       | Yves Audigane             | 1959, 1961 - 1963                   | 36    | 0   | AS Cherbourg              |
| 1940       | Bernard Ruandel           | 1963 - 1964                         | 4     | 0   | US Saint-Malo             |
| 1943       | Guy Biet                  | 1964                                | 2     | 0   | Aucun                     |
| 1944       | Jean-Pierre Brucato       | 1962 - 1965                         | 69    | 1   | RC France                 |
| 1944       | Jean-François Prigent     | 1961 - 1967                         | 134   | 21  | FC Metz                   |
| 1946       | Daniel Périault           | 1968 - 1977                         | 176   | 3   | Aucun                     |
| 1947       | Michel Beaulieu           | 1967 - 1968                         | 18    | 0   | FC Atlantique Vilaine     |
| 1947       | Louis Bocquenet           | 1969 - 1970                         | 5     | 0   | Red Star FC               |
| 1949       | Daniel David              | 1972 - 1974                         | 38    | 9   | USL Dunkerque             |
| 1950       | Louis Leray               | 1977 - 1980                         | 10    | 0   | Aucun                     |
| 1951       | Yannick Porcher           | 1972 - 1973                         | 4     | 1   | SO Châtellerault          |
| 1952       | Pierre Bianic             | 1973 - 1974                         | 6     | 0   | Quimper KFC               |
| 1952       | Dominique Blin            | 1974 - 1978                         | 35    | 1   | Stade briochin            |
| 1953       | François Blin             | 1972 - 1973                         | 2     | 0   | FC Lorient                |
| 1955       | Jean-Luc Arribart         | 1974 - 1978                         | 88    | 9   | Stade lavallois           |
| 1955       | Pierrick Hiard            | 1973 - 1978 1983 - 1991             | 323   | 0   | SC Bastia                 |
| 1956       | Patrick Consigney         | 1977 - 1978                         | 5     | 1   | FC Lorient                |
| 1956       | Richard Grosvalet         | 1977 - 1979                         | 14    | 0   | USM Malakoff              |
| 1957       | Patrick Delamontagne      | 1974 - 1978 1988 - 1991             | 192   | 48  | Stade lavallois           |
| 1957       | Bernard Larnicol          | 1977 - 1978                         | 1     | 0   | Aucun                     |
| 1958       | Jean-Yves Kerjean         | 1976 - 1982                         | 170   | 3   | Chaumont FC               |
| 1958       | Gilles Perrin             | 1977 - 1979                         | 6     | 0   | AJ Auxerre                |
| 1959       | Yannick Bajeot            | 1980 - 1984                         | 43    | 0   | Olympique Thonon          |
| 1959       | Jean-François Fuselier    | 1979 - 1981                         | 7     | 1   | Aucun                     |
| 1960       | Hervé Goby                | 1977 - 1981                         | 13    | 0   | CPB Bréquigny             |
| 1960       | Bruno Le Du               | 1977 - 1981                         | 12    | 0   | Vannes OC                 |
| 1961       | Jean-Michel Garnier       | 1981 - 1982                         | 1     | 0   | Amicale Lucé football     |
| 1961       | André Pennec              | 1979 - 1980                         | 2     | 0   | AS Brest                  |
| 1963       | Bruno Marin               | 1983 - 1985                         | 13    | 0   | Angers SCO                |
| 1963       | Gérard Primault           | 1980 - 1981                         | 1     | 0   | Vannes OC                 |
| 1964       | Pierre Guillard           | 1981 - 1982                         | 1     | 0   | Vannes OC                 |
| 1964       | Jacques Linarès           | 1982 - 1985                         | 1     | 0   | CO Saint-Dizier           |
| 1964       | Thierry Robert            | 1984 - 1988                         | 67    | 0   | La Roche-sur-Yon VF       |
| 1964       | Fabrice Simon             | 1982 - 1983                         | 2     | 0   | AS Saint-Seurin           |
| 1965       | Philippe Barraud          | 1984 - 1988                         | 60    | 5   | LOSC Lille                |
| 1965       | Laurent Delamontagne      | 1985 - 1992                         | 220   | 53  | Olympique lyonnais        |
| 1967       | Patrick Sembel            | 1987 - 1988                         | 7     | 0   | SA Épinal                 |
| 1968       | Yannick Le Guen           | 1987 - 1989                         | 7     | 0   | Vannes OC                 |
| 1968       | Gianni Sourisseau         | 1987 - 1989                         | 5     | 0   | Stade montois             |
| 1970       | Christophe Fauvel         | 1988 - 1993                         | 26    | 1   | US Saint-Malo             |
| 1970       | Frédéric Guimard          | 1987 - 1991                         | 37    | 0   | Amiens SC                 |
| 1970       | Arnaud Le Lann            | 1989 - 1995                         | 8     | 0   | US Créteil                |
| 1971       | Sylvain Ripoll            | 1990 - 1995                         | 78    | 0   | FC Lorient                |
| 1972       | Sébastien Chauvel         | 1991 - 1994                         | 3     | 0   | Bourges Foot 18           |
| 1972       | Régis Gorguès             | 1989 - 1991                         | 5     | 0   | FC Nantes                 |
| 1973       | Frédéric Cado             | 1992 - 1995                         | 2     | 0   | Saint-Denis Saint-Leu     |
| 1973       | Laurent Huard             | 1990 - 1999                         | 222   | 17  | CS Sedan Ardennes         |
| 1973       | Éric Martin               | 1990 - 1991                         | 1     | 0   | SM Caen                   |
| 1974       | Gwenaël Corbin            | 1995 - 1996                         | 1     | 0   | Angoulême Charente FC     |
| 1974       | Ulrich Le Pen             | 1992 - 1997                         | 108   | 1   | Stade lavallois           |
| 1974       | Sylvain Wiltord           | 1992 - 1997 2007 - 2009             | 178   | 45  | Olympique de Marseille    |
| 1975       | Tony Heurtebis            | 1995 - 1999                         | 60    | 0   | ESTAC Troyes              |
| 1975       | Régis Le Bris             | 1994 - 1999                         | 34    | 0   | Stade lavallois           |
| 1975       | David Merdy               | 1995 - 1998                         | 12    | 3   | Wasquehal Football        |
| 1975       | David Voisin              | 1995 - 1998                         | 9     | 0   | LB Châteauroux            |
| 1976       | Benoît Le Bris            | 1995 - 2002                         | 29    | 1   | Le Havre AC               |
| 1977       | Yoann Bigné               | 1996 - 2002                         | 148   | 6   | OGC Nice                  |
| 1977       | Ousmane Dabo              | 1995 - 1998                         | 46    | 2   | Inter Milan               |
| 1977       | Mikaël Silvestre          | 1996 - 1998                         | 54    | 0   | Inter Milan               |
| 1978       | Saliou Lassissi           | 1996 - 1998                         | 37    | 1   | Parme Calcio              |
| 1979       | Fabrice Fernandes         | 1998 - 2002                         | 39    | 3   | Southampton FC            |
| 1979       | Éli Kroupi                | 1998 - 1999                         | 4     | 0   | FC Lorient                |
| 1979       | Anthony Réveillère        | 1998 - 2003                         | 165   | 2   | Olympique lyonnais        |
| 1980       | Cyril Yapi                | 1998 - 2003                         | 48    | 4   | Côme 1907                 |
| 1981       | Gaël Danic                | 2000 - 2003                         | 29    | 1   | Grenoble Foot 38          |
| 1981       | Jean-Félix Dorothée       | 1999 - 2002                         | 2     | 0   | Valencia CF               |
| 1981       | Makhtar N'Diaye           | 1999 - 2005                         | 68    | 8   | Yverdon-Sport FC          |
| 1982       | Julien Féret              | 2011 - 2014                         | 111   | 27  | SM Caen                   |
| 1982       | Hérita Ilunga             | 2013                                | 5     | 0   | US Jeanne d'Arc Carquefou |
| 1982       | Sébastien Puygrenier      | 2003 - 2005                         | 6     | 0   | AS Nancy-Lorraine         |
| 1983       | Étienne Didot             | 2002 - 2008                         | 177   | 5   | Toulouse FC               |
| 1984       | Grégory Bourillon         | 2002 - 2007                         | 136   | 1   | Paris Saint-Germain       |
| 1984       | Florent Chaigneau         | 2004 - 2006                         | 7     | 0   | SC Toulon                 |
| 1984       | Jacques Faty              | 2003 - 2007                         | 142   | 0   | Olympique de Marseille    |
| 1984       | Stéphane N'Guéma          | 2002 - 2007                         | 55    | 4   | Istres FC                 |
| 1984       | Romain Salin              | 2019 - 2023                         | 28    | 0   | CS Marítimo               |
| 1984       | Grégory Tanagro           | 2003 - 2006                         | 3     | 0   | RCO Agathois              |
| 1985       | Jimmy Briand              | 2003 - 2010                         | 212   | 43  | Olympique lyonnais        |
| 1985       | Jonathan Bru              | 2004 - 2006                         | 2     | 0   | Istres FC                 |
| 1985       | Arnold Mvuemba            | 2004 - 2007                         | 47    | 1   | Portsmouth FC             |
| 1985       | Simon Pouplin             | 2004 - 2008                         | 89    | 0   | SC Fribourg               |
| 1986       | Romain Danzé              | 2006 - 2019                         | 376   | 10  | Aucun                     |
| 1986       | Papakouli Diop            | 2006 - 2007                         | 1     | 0   | Tours FC                  |
| 1986       | Yoann Gourcuff            | 2004 - 2006 2015 - 2018             | 133   | 13  | Dijon FCO                 |
| 1986       | Sylvain Marveaux          | 2006 - 2011                         | 120   | 20  | Newcastle United          |
| 1986       | Stéphane Mbia             | 2004 - 2009                         | 131   | 7   | Olympique de Marseille    |
| 1986       | Moussa Sow                | 2004 - 2010                         | 105   | 21  | LOSC Lille                |
| 1987       | Fabien Lemoine            | 2008 -2011                          | 121   | 2   | AS Saint-Étienne          |
| 1988       | Guillaume Borne           | 2006 - 2009                         | 21    | 0   | US Boulogne               |
| 1988       | Kévin Bru                 | 2007 - 2010                         | 4     | 0   | Dijon FCO                 |
| 1988       | Bira Dembélé              | 2008 - 2010                         | 14    | 0   | CS Sedan Ardennes         |
| 1988       | Jirès Kembo Ekoko         | 2006 - 2012                         | 141   | 22  | Al-Aïn FC                 |
| 1988       | Prince Oniangué           | 2008 - 2010                         | 7     | 0   | Tours FC                  |
| 1989       | Yohann Lasimant           | 2009 - 2010                         | 1     | 0   | Grenoble Foot 38          |
| 1989       | Samuel Souprayen          | 2010 - 2011                         | 20    | 0   | Dijon FCO                 |
| 1989       | Kévin Théophile-Catherine | 2008 - 2013                         | 117   | 3   | Cardiff City              |
| 1990       | Yacine Brahimi            | 2010 - 2013                         | 54    | 9   | Grenade CF                |
| 1990       | Abdoul Camara             | 2009 - 2011                         | 32    | 1   | FC Sochaux-Montbéliard    |
| 1990       | Yann M'Vila               | 2009 - 2013                         | 150   | 4   | Rubin Kazan               |
| 1990       | Vincent Pajot             | 2011 - 2015                         | 103   | 2   | AS Saint-Étienne          |
| 1991       | Yassine Jebbour           | 2009 - 2013                         | 20    | 0   | Montpellier HSC           |
| 1991       | Franck Julienne           | 2011 - 2012                         | 1     | 0   | Vannes OC                 |
| 1992       | Abdoulaye Diallo          | 2009 - 2019                         | 32    | 0   | Gençlerbirliği SK         |
| 1993       | Kevin Beauverger          | 2013                                | 1     | 0   | FC Lorient                |
| 1993       | Abdoulaye Doucouré        | 2013 - 2016                         | 92    | 16  | Watford FC                |
| 1993       | Dimitri Foulquier         | 2011 - 2014                         | 22    | 0   | Grenade CF                |
| 1993       | Axel Ngando               | 2013 - 2015                         | 4     | 1   | SC Bastia                 |
| 1994       | Zana Allée                | 2013 - 2015                         | 6     | 0   | AC Ajaccio                |
| 1994       | Tiémoué Bakayoko          | 2013 - 2014                         | 28    | 1   | AS Monaco                 |
| 1994       | Cédric Hountondji         | 2013 - 2016                         | 20    | 2   | GFC Ajaccio               |
| 1994       | Adrien Hunou              | 2013 - 2021                         | 160   | 36  | Minnesota United          |
| 1994       | Steven Moreira            | 2013 - 2016                         | 73    | 1   | FC Lorient                |
| 1995       | Wesley Saïd               | 2013 - 2017                         | 39    | 6   | Dijon FCO                 |
| 1996       | Namakoro Diallo           | 2016 - 2021                         | 1     | 0   | SO Romorantin             |
| 1996       | James Léa Siliki          | 2016 - 2022                         | 113   | 4   | GD Estoril-Praia          |
| 1996       | Sébastien Salles-Lamonge  | 2016 - 2018                         | 4     | 0   | Deportivo La Corogne      |
| 1997       | Ousmane Dembélé           | 2015 - 2016                         | 29    | 12  | Borussia Dortmund         |
| 1997       | Jérémy Gélin              | 2017 - 2022                         | 84    | 1   | Amiens SC                 |
| 1997       | Joris Gnagnon             | 2016 - 2018 2019 - 2020             | 110   | 6   | Sevilla FC                |
| 1997       | Gerzino Nyamsi            | 2017 - 2018 2018 - 2021             | 38    | 1   | RC Strasbourg             |
| 1997       | Denis-Will Poha           | 2016 - 2020                         | 7     | 0   | Vitória SC                |
| 1998       | Nicolas Janvier           | 2015 - 2019                         | 15    | 0   | Vitória SC                |
| 1998       | Armand Laurienté          | 2018 - 2020                         | 2     | 0   | FC Lorient                |
| 1999       | Lilian Brassier           | 2019 - 2021 2025 -                  | 14    | 1   | Stade brestois 29         |
| 2000       | Lorenz Assignon           | 2020 - 2025                         | 98    | 7   | VfB Stuttgart             |
| 2000       | Sacha Boey                | 2019 - 2021                         | 12    | 1   | Galatasaray SK            |
| 2000       | Warmed Omari              | 2021 -                              | 94    | 2   | Olympique lyonnais        |
| 2001       | Lucas Da Cunha            | 2019 - 2020                         | 5     | 0   | OGC Nice                  |
| 2001       | Yann Gboho                | 2019 - 2021                         | 32    | 2   | Cercle Bruges             |
| 2001       | Adrien Truffert           | 2020 - 2025                         | 191   | 9   | AFC Bournemouth           |
| 2002       | Eduardo Camavinga         | 2019 - 2021                         | 88    | 2   | Real Madrid               |
| 2002       | Alan Do Marcolino         | 2023 -                              | 3     | 0   | US Orléans                |
| 2002       | Guéla Doué                | 2023 - 2024                         | 35    | 0   | RC Strasbourg Alsace      |
| 2002       | Junior Kadile             | 2020 - 2023                         | 1     | 0   | Stade lavallois           |
| 2002       | Georginio Rutter          | 2020 - 2021                         | 5     | 1   | TSG Hoffenheim            |
| 2002       | Brandon Soppy             | 2020 - 2021                         | 12    | 0   | Udinese Calcio            |
| 2003       | Matthis Abline            | 2021 - 2024                         | 25    | 3   | FC Nantes                 |
| 2003       | Pépé Bonet                | 2019 - 2022                         | 1     | 0   | Red Star FC               |
| 2003       | Andy Diouf                | 2021 - 2023                         | 7     | 0   | FC Bâle                   |
| 2003       | Loum Tchaouna             | 2021 - 2023                         | 14    | 0   | US Salernitana            |
| 2004       | Djaoui Cissé              | 2024 -                              | 16    | 1   | Aucun                     |
| 2004       | Lesley Ugochukwu          | 2021 - 2023                         | 60    | 1   | Chelsea FC                |
| 2005       | Jeanuël Belocian          | 2021 - 2024                         | 39    | 0   | Aucun                     |
| 2005       | Désiré Doué               | 2022 - 2024                         | 76    | 8   | Paris Saint-Germain       |
| 2005       | Jérémy Jacquet            | 2024 -                              | 12    | 0   | Clermont Foot 63          |
| 2005       | Mathys Tel                | 2021 - 2022                         | 10    | 0   | Bayern Munich             |
| 2006       | Mathis Lambourde          | 2023 - 2024                         | 3     | 0   | Hellas Verone             |

#### Joueurs internationaux

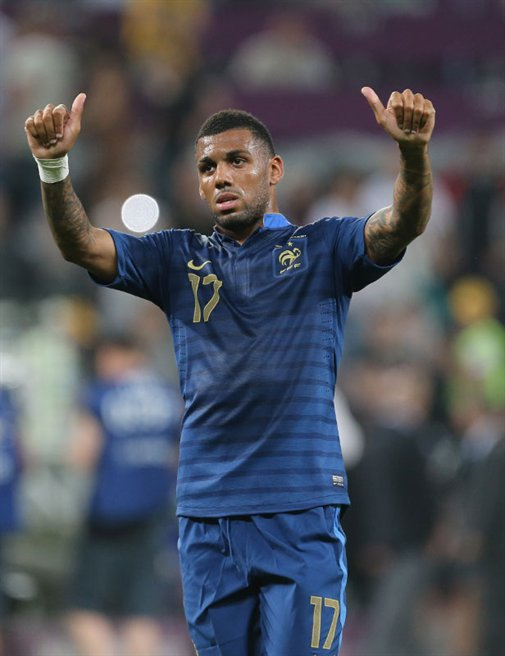
Yann M'Vila intègre l'équipe de France après sa formation au Stade rennais.

##### Équipe de France
Avant que le centre de formation ne soit créé, trois joueurs passés par les équipes de jeunes du club sont sélectionnés en équipe de France de football. Le premier est Jean Prouff, qui prend sa première licence au club en 1933, à l'âge de 14 ans. Il dispute dix-sept matchs sous le maillot bleu entre 1946 et 1949. En 1965, Pierrick Hiard intègre l'école de football du club, à l'âge de 10 ans. Il y effectue toute sa formation jusqu'à son départ en décembre 1977. Il est sélectionné une fois en équipe de France, en 1981. Enfin, évoluant jusqu'alors à La Bouëxière, sa commune de naissance, Patrick Delamontagne rejoint les équipes de jeunes du Stade rennais en 1974, à l'âge de 17 ans. Il obtient trois sélections avec les Bleus de 1981 à 1987.
Depuis la création du centre de formation à la fin des années 1970, plusieurs joueurs formés au club obtiennent à leur tour le statut international. Leur nombre augmente surtout après 1987 et la création de l'école technique privée Odorico. Parmi eux, Sylvain Wiltord est le joueur à avoir disputé le plus de rencontres sous le maillot de l'équipe de France, avec 92 sélections entre 1999 et 2006. Il est sacré champion d'Europe en 2000 et dispute la finale de la Coupe du monde 2006 en compagnie d'un autre joueur formé au club, Mikaël Silvestre, qui débute en Bleu deux ans avant son ancien coéquipier Ousmane Dabo. L'année 2010 voit quatre joueurs formés au Stade rennais évoluer en équipe de France : Jimmy Briand, Yoann Gourcuff, Yann M'Vila et Anthony Réveillère.
Ousmane Dembélé est le seul joueur à avoir remporté une coupe de monde, en 2018. Il a également été finaliste de l'édition 2022, en compagnie d'Eduardo Camavinga.
Le tableau suivant donne la liste actualisée au 07 juillet 2023 des joueurs formés au Stade rennais en équipe de France, leur année de naissance, leur nombre de sélections ainsi que la période correspondante. Les joueurs dont la carrière internationale est toujours en cours sont indiqués en caractères gras.
| Joueur               | Génération | Période   | Sélections |
| -------------------- | ---------- | --------- | ---------- |
| Jean Prouff          | 1919       | 1946-1949 | 17         |
| Pierrick Hiard       | 1955       | 1981      | 1          |
| Patrick Delamontagne | 1957       | 1981-1987 | 3          |
| Sylvain Wiltord      | 1974       | 1999-2006 | 92         |
| Mikaël Silvestre     | 1977       | 2001–2006 | 40         |
| Ousmane Dabo         | 1977       | 2003      | 3          |
| Anthony Réveillère   | 1979       | 2003–2012 | 18         |
| Jimmy Briand         | 1985       | 2008-2010 | 5          |
| Yoann Gourcuff       | 1986       | 2008-2013 | 31         |
| Yann M'Vila          | 1990       | 2010-2012 | 22         |
| Tiémoué Bakayoko     | 1994       | 2017      | 1          |
| Ousmane Dembélé      | 1997       | 2016-     | 37         |
| Eduardo Camavinga    | 2002       | 2020-     | 10         |
| Total                |            | 1946-     | 241        |

##### Sélections nationales étrangères

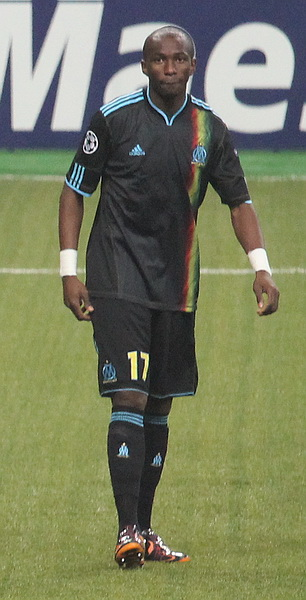
Stéphane Mbia, formé au Stade rennais et membre de l'équipe nationale camerounaise.

Plusieurs joueurs issus du centre de formation représentent durant leur carrière un autre pays que la France. Il s'agit de joueurs possédant une autre nationalité que la nationalité française, ou de joueurs ayant décidé de représenter le pays de leurs ascendants. De nombreuses équipes nationales africaines intègrent ainsi des joueurs formés au Stade rennais. Stéphane Mbia, formé au club à partir de l'année de ses 17 ans intègre l'équipe du Cameroun en 2006 et dispute notamment sous les couleurs de son pays la Coupe du monde 2010. L'équipe du Sénégal intègre également plusieurs joueurs formés au Stade rennais, dont plusieurs nés sur le territoire français. C'est le cas de Jacques Faty et Moussa Sow, qui avaient auparavant porté le maillot de l'équipe de France dans les catégories de jeunes,, mais aussi de Jackson Mendy,. Nés au Sénégal mais formés au Stade rennais, Amadou Makhtar N'Diaye et Papakouli Diop évoluent eux aussi avec leur équipe nationale, le premier disputant par ailleurs la Coupe du monde 2002.
D'autres joueurs formés au Stade rennais représentent des pays africains au niveau international. C'est le cas de Alan Do Marcolino, Fabrice Do Marcolino et Stéphane N'Guéma avec le Gabon,, de Jonathan Bru avec Maurice, de Mohamed Jallow-Mbye avec la Gambie, ou de David Louhoungou et Prince Oniangue avec la République du Congo,.

### Effectifs et encadrements techniques actuels

#### Effectif espoirs
L'équipe espoirs du Stade rennais évolue en Championnat de France de National 3 et est entraînée par Pierre-Emmanuel Bourdeau. Elle est principalement composée de joueurs nés de 2002 à 2007. Les joueurs nés en 2005 et 2006 sont également susceptibles de jouer en championnat national U19 ans, et ceux de 2007 en championnat national U17.

#### Effectif des moins de 19 ans
L'équipe des moins de 19 ans du Stade rennais évolue en championnat national de la catégorie, et est entrainée par Sébastien Tambouret. L'effectif est essentiellement composé de joueurs nés en 2005 et 2006, mais le championnat national des moins de 19 ans est aussi ouvert aux joueurs nés en 2007, 2008 et 2009. Une autorisation médicale préalable doit cependant être délivrée pour cette dernière année de naissance.

#### Effectif des moins de 17 ans
L'équipe des moins de 17 ans du Stade rennais évolue en championnat national de la catégorie, et est entrainée par Laurent Viaud. L'effectif est composé de joueurs nés en 2007 et 2008, mais le championnat national des moins de 17 ans est également ouvert aux joueurs nés en 2009 sous condition d'une autorisation médicale.